# Шершунский сельсовет
Шершунский сельсовет (бел. Шаршу́нскі сельсавет; до 2013 года — Роговский сельсовет) — административно-территориальная единица Минского района Минской области Республики Беларусь. Административный центр — деревня Рогово.

## Географическое положение
На территории сельсовета находится деревня Гайдуковка, название которой носит глиняный карьер — один из поставщиков сырья для ОАО «Керамин».
Во время Великой Отечественной войны в районе деревни Средняя действовала партизанская бригада «Штурмовая». На территории сельсовета находятся ДОТы Минского укрепрайона.

## История
Образован 20 августа 1924 года в составе Заславского района Минского округа БССР. Центр-деревня Шершуны. После упразднения окружной системы 26 июля 1930 года в Заславском районе БССР. После введения областного раздела 20 февраля 1938 года в Заславском районе Минской области. С 8 августа 1959 года сельсовет в составе Минского района. 20 января 1960 года упразднен, территория присоединена к Роговскому сельсовету. 
28 июня 2013 года из Роговского сельсовета в состав Петришковского сельсовета переданы населённые пункты Ермаки и Кисели. Населённые пункты Агарки, Гуя, Кальзберг и Лисицы, входившие в состав Роговского сельсовета, включены в состав Лошанского сельсовета. Роговский сельсовет переименован в Шершунский сельсовет с центром в посёлке Шершуны.
Позднее центр сельсовета перенесён в деревню Рогово. 
20 января 2019 года упразднена деревня Пральня.

## Состав
Шершунский сельсовет включает 40 населённых пунктов:
- Ашнарово — деревня.
- Бахметовка — деревня.
- Волковщина — деревня.
- Гайдуковка — деревня.
- Головачи — деревня.
- Горы — деревня.
- Грини — деревня.
- Дашки — деревня.
- Дворище — деревня.
- Довборово — деревня.
- Довборово — посёлок.
- Жуки — деревня.
- Збаровичи — деревня.
- Каменец — деревня.
- Камки — деревня.
- Косачи — деревня.
- Кукелевщина — деревня.
- Курганы — деревня.
- Курневичи — деревня.
- Латыговка — деревня.
- Мидровщина — деревня.
- Новый Двор — деревня.
- Ожики — деревня.
- Петьковичи — деревня.
- Пограничное Дворище — деревня.
- Пухляки — деревня.
- Ревкутьевичи — деревня.
- Рогово — деревня.
- Слобода — деревня.
- Средняя — деревня.
- Тонелево — деревня.
- Хотяновщина — деревня.
- Чировичи — деревня.
- Шершуны — деревня.
- Шершуны — агрогородок.
- Щедровщина — деревня.

Упразднённые населённые пункты:
- Пральня — деревня[3]